# Maik Łukowicz
Michał „Maik“ Łukowicz (* 1. Februar 1995 in Bremen) ist ein polnisch-deutscher Fußballspieler. Der Stürmer steht bei Helmond Sport unter Vertrag und spielte dort in der Regionalliga Nord.

## Karriere
Łukowicz durchlief sämtliche Nachwuchsteams von Werder Bremen und machte schon früh auf sich aufmerksam. Zur Saison 2013/14 wurde er in den Kader der U23-Mannschaft berufen. Hatte er in dieser Spielzeit nur einmal als Einwechselspieler mitwirken dürfen, wurde er in der nächsten Spielzeit zum Leistungsträger, erzielte in 30 Spielen 13 Tore und trug somit entscheidend dazu bei, dass sich das Team über die Relegation den Aufstieg in die 3. Liga erarbeiten konnte. Im Sommer 2015 wurde er für ein Jahr an den Ligarivalen Hansa Rostock ausgeliehen.
Im August 2016 wechselte Łukowicz zu Eintracht Braunschweig, wo er für den Kader der zweiten Mannschaft in der Regionalliga Nord vorgesehen war. Er bestritt seinen ersten Einsatz am 27. August 2016 bei der 1:5-Niederlage gegen die Zweitvertretung des Hamburger SV, wobei er schon nach wenigen Minuten verletzt ausgewechselt werden musste. Nach zwei Saisons wechselte Łukowicz zum VfB Oldenburg. Dort wurde er in seiner ersten Saison 2018/19 Stammspieler und mit elf Toren in 32 Spielen bester Torschütze seiner Mannschaft. In den beiden folgenden Spielzeiten, die aufgrund der COVID-19-Pandemie jeweils vorzeitig abgebrochen wurden, erhielt er weniger Spielzeit. In der Saison 2021/22 trug Łukowicz mit acht Toren in 26 Einsätzen zur Meisterschaft der Regionalliga Nord sowie zum Aufstieg des Vereins in die 3. Liga bei. Anschließend verließ er den Verein und schloss sich dem Hamburger Regionalliga-Konkurrenten FC Teutonia 05 Ottensen an. Dort konnte er sich erneut als Stammspieler etablieren und wurde mit 15 Treffern in 29 Ligaspielen bester Torschütze seiner Mannschaft.
Im Sommer 2023 kehrte er zum SV Werder Bremen zurück, der ihn für seine zwischenzeitlich in der Bremen-Liga spielende zweite Mannschaft unter Vertrag nahm. In der Bremen-Liga wurde er 2024 Meister mit Werder Bremen II und mit 50 Toren Torschützenkönig, was ein neuer Torrekord für diese Spielklasse war. Am 1. Februar 2025 saß er an seinem 30. Geburtstag unter Ole Werner erstmals bei einem Bundesligaspiel auf der Bank, wurde allerdings nicht eingewechselt.
Im Sommer 2025 wechselte er zu Helmond Sport.

## Erfolge
- Aufstieg in die 3. Liga: 2022 (VfB Oldenburg)
- Meister der Regionalliga Nord (2): 2015 (Werder Bremen II), 2022 (VfB Oldenburg)
- Aufstieg in die Regionalliga Nord: 2024 (Werder Bremen II)
- Meister der Bremen-Liga: 2024 (Werder Bremen II)
- Mecklenburg-Vorpommern-Pokal: 2016 (FC Hansa Rostock)
- Hamburger Pokal: 2023 (FC Teutonia 05 Ottensen)
- Torschützenkönig und Meister in der Bremen-Liga: 2024 (SV Werder Bremen II)